# 竹圍 (臺南市)
竹圍，是臺灣臺南市玉井區的一個傳統地域名稱，位於該區中部偏北，並向東北延伸至邊界。相較於今日行政區，其範圍大致包括竹圍里不含溪北及東南部邊界地帶、中正里東南部邊界地帶南段、玉井里北部中央凸出部分及其臨近地區。
本地區境內主要聚落為竹圍、後旦、蕃仔厝。

## 歷史
台灣日治初期，竹圍地區為一街庄，稱為「竹圍庄」（舊制街庄），隸屬於楠梓仙溪西里。該庄昔日西北及北隔曾文溪支流後旦溪與鹿陶庄為界，東邊隔後旦溪及陸界與龜丹庄相鄰，東南邊為沙仔田庄，南邊及西南邊為噍吧哖庄。
1901年（日治明治三十四年）11月11日，全台廢縣廳改設二十廳，該庄隸屬於臺南廳。1904年（明治三十七年）3月31日，該庄編入「內噍吧哖區」，隸屬於臺南廳。1909年（明治四十二年）10月25日，全台合併二十廳為十二廳，內噍吧哖區仍隸屬於臺南廳。1920年（大正九年）10月1日，全台地方制度大改正，廢十二廳改設五州二廳，該庄改制為「竹圍」大字，隸屬於臺南州新化郡玉井庄（新制街庄）。
戰後玉井庄改制為玉井鄉，隸屬於臺南縣，大字亦改制為村。1950年（民國39年）10月25日，雲、嘉、南分治，玉井鄉仍隸屬於臺南縣。2010年（民國99年）12月25日，臺南縣、市合併為直轄臺南市，玉井鄉改制為玉井區，村亦改制為里。

## 聚落
本地區發展較早的聚落為竹圍、山腳（已消失）、後旦、蕃仔厝，在日治初期的官方地圖上已有記載。

## 交通
省道台3線俗稱「內山公路」，是臺北市市區至屏東的幹道，經過本地區竹圍聚落南郊、後旦聚落南側、蕃仔厝聚落西側。由該道路北行可前往楠西區、嘉義縣大埔鄉、番路鄉南部、中埔鄉、番路鄉西北部等地；南行可前往玉井區玉井市區、南化區、高雄市內門區、旗山區等地。
區道南189線是斗六至後旦的道路，其南側端點（終點）位於本地區西南部、後旦聚落南側的省道台3線路口。